# Сарра (Потёмкина)
Схимонахиня Сарра (в миру Надежда Александровна Потёмкина; 6 [18] августа 1812, Беломир, Смоленская губерния — 20 июля [2 августа] 1908, Спасо-Бородинский монастырь) — знаменитая старица святой жизни.
Происходила из дворянского рода Потёмкиных. Её родители владели поместьем в селе Беломир в Смоленской губернии. В семье Александра Ивановича (1780—1838) и Анны Михайловны (урождённая Лыкошина; род 25.7.1785) было два сына и пять дочерей; Надежда была пятым ребёнком.
Её отец в 1811 году «за составление подложного свидетельства <…> и в получении по оному из Московского опекунского совета 57 890 рублей лишён чинов и дворянства и отдан в солдаты». В Московском пехотном полку он дослужился в 1817 году до звания унтер-офицера. В 1827 году ему возвратили права дворянства, но сведения о том, что его дочь Надежда после 1827 года была возведена в дворянское достоинство отсутствуют. После смерти обоих своих сыновей он раздал имущество и принял монашеский постриг в воронежском Митрофаниевском монастыре.
Около 1826 года к Потёмкиным приехал в гости их родственник, старец Зосима. Надежда была с ним отправлена в новоустроенную старцем женскую общину в честь Смоленской иконы Божией Матери «Одигитрия». После смерти матери Надежда по воле отца была вынуждена вернуться в родной дом, но старец убедил Александра Ивановича отпустить её в монастырь. В конце 1832 года старец лично отвёз её в Спасо-Бородинскую общину, основанную Маргаритой Тучковой на месте гибели её мужа в Бородинском сражении.
После смерти старца Зосимы в 1833 году Надежда Потёмкина некоторое время находилась в Спасо-Бородинской общине; митрополит Филарет 10 апреля 1837 года писал начальнице общины: «Знает ли Александр Иванович, что дочь его не совсем здорова? Надобно сказать ему, чтобы усерднее приносили память её к стопам святителя Митрофана». Отвезённая в Воронеж, возле мощей Митрофана Воронежского она получила исцеление. Но, нарушив волю старца и поселившись в Одигитриевской пустыни, она вновь заболела. После утверждения пустыни в 1841 году, в статусе общежития она была пострижена в рясофор с именем Зосима. Во время болезни ей было видение Пресвятой Богородицы. В 1846 году ей пришлось покинуть пустынь, сёстры которой, как старица Сарра говорила впоследствии: «невзлюбили за что-то, знать, стоила того».
По благословению митрополита Филарета она была вновь принята в Спасо-Бородинский монастырь, где «какая-то болезнь появилась в ногах, наконец их свело так, что ступни уперлись в спину». Начиная с 1857 года, она уже не выходила из своей кельи.
В 1870-х годах она была пострижена в схиму с именем Сарра иеромонахом Лужецкого монастыря Адрианом.
Прикованная к креслу, она проводила дни и ночи в молитве и чтении духовных книг. Ей было дано послушание — принимать для бесед народ, прибывавший в монастырь. О прозорливости её имеется целый ряд свидетельств. Последние пять лет старалась безмолвствовать и принимая посетителей, советы давала очень кратко. Она предрекла, что выше её будет другая бородинская старица, Рахиль (1833—1928).
Схимонахиня Сарра скончалась 20 июля (2 августа) 1908 года и была похоронена за алтарём Спасского храма (точное местоположение могилы ныне неизвестно).